# Jim Sévellec
Jim Sévellec, pseudonyme d’Eugène Sévellec, est un peintre et céramiste français né à Camaret-sur-Mer le 21 janvier 1897 et mort à Brest le 21 mai 1971. 
Il est le père du peintre et sculpteur Ronan-Jim Sévellec (né en 1938) et de Joël-Jim Sévellec, auteur et illustrateur, né en 1931. Sa fille Annaick Sévellec-Manuel ( 1929-2024) fut aussi artiste et pianiste.

## Biographie
Eugène Sévellec grandit à Camaret-sur-Mer avec la colonie artistique de l'entourage de l'écrivain Saint-Pol-Roux. Très jeune, il dessine la vie du port. Sous l'influence de Saint-Pol-Roux, il part pour Paris afin de suivre une formation artistique auprès de Louis-Marie Désiré-Lucas.
Lors de la Première Guerre mondiale, il est mobilisé en 1916 dans l'infanterie et il sert, entre autres, d'interprète auprès des soldats américains et écossais. Selon certaines sources, c'est ainsi que ses compagnons lui donnent son prénom d'artiste « Jim », plus simple à prononcer que celui d'Eugène.
Jim Sévellec collabore dès 1928 avec la manufacture Henriot, une faïencerie de Quimper.
En 1936 il est nommé peintre de la Marine.
Il restitue le passé de la ville de Brest à travers des dioramas pour le musée de la tour Tanguy.

## Réception critique
« Jim Sévellec n'avait pas son pareil pour croquer les scènes de la vie quotidienne, sur les quais de Brest notamment, où son père, mécanicien de marine, avait été muté lorsqu'il était enfant. Jim Sévellec réalisa entre autres quelque 180 modèles en faïence. Le monde maritime et particulièrement les marins en goguette, se taille la part du lion. Un journaliste écrivit d'ailleurs à leur propos : “Ces personnages luttant contre le vent, celui du noroît ou celui qui s'élève les jours de paye”. »

## Œuvres

### Peintures
- Brest :
  - église Notre-Dame du Bouguen : peint en 1949, le triptyque est un parallèle entre l'exode et la fuite des Brestois après la guerre, le retour, la construction. Sa forme épouse un mur de baraque. On y remarque également des signes bretons que l'on retrouve dans certains costumes. Il est peint sur toiles, montées sur cadres bois[7].
  - musée des Beaux-Arts[8] :
    - L'École navale et la rade de Brest, toile absorbante, 155 × 305 cm ;
    - L'Anse de la Maison Blanche, toile absorbante, 155 × 305 cm ;
    - La Rade-abri vue des remparts de Recouvrance, toile absorbante, 154,6 × 85,5 cm ;
    - Les Remparts de Recouvrance, toile absorbante, 155,4 × 85,6 cm ;
    - La Fontaine de Recouvrance, huile sur toile, 67 × 53,7 cm.

### Céramiques
- La Noce bretonne, faïence polychrome composé de huit sujets des différentes modes, marqués de son nom. Manufacture Henriot, vers 1930, 8 cm[réf. nécessaire].
- Auprès de ma Blonde, groupe en faïence polychrome représentant un  marin accordéoniste assis près d'une femme, signé. Manufacture Henriot, vers 1930, 32 cm[réf. nécessaire].
- Trois enfants lisant, assis sur un muret, groupe en faïence polychrome. Marqué du nom de l’auteur. Manufacture Henriot, vers 1930, 20 cm[9].

## Expositions
- « Jim E. Sévellec. Peintre et céramiste », musée de la Faïence de Quimper, de juillet à septembre 2012.
- « Brest dans les pas de Jim-E. Sévellec », médiathèque François-Mitterrand - Les Capucins de Brest, de juin à septembre 2023.

## Hommages
- Esplanade Jim Sévellec, Camaret-sur-Mer.
- Rue Jim Sévellec, Brest.
- Rue Jim Sévellec, Landerneau.
- Rue Jim Sévellec, Pacé.
- Rue Jim Sévellec Plabennec.